# Upper Caldecote
Upper Caldecote är en by i Central Bedfordshire distrikt i Bedfordshire grevskap i England. Byn är belägen 12,6 km 
från Bedford. Orten har 1 247 invånare (2015).